# SN 2001fu
SN 2001fu – supernowa typu Ia odkryta 5 listopada 2001 roku w galaktyce M-03-23-11. W momencie odkrycia miała maksymalną jasność 15,10m.